# Museu de Arte da Universidade Federal do Ceará
O Museu de Arte da Universidade Federal do Ceará – MAUC/UFC, é um museu universitário, um equipamento cultural da Universidade Federal do Ceará vinculado ao Gabinete do Reitor desta universidade, órgão do Ministério da Educação (MEC). O Museu iniciou suas atividades em 18 de julho de 1961 e possui um instrumento legal de criação (Resolução Nº. 104, de 18 de julho de 1961). O equipamento está localizado no Campus do Benfica.
O museu mantém a preocupação constante de desenvolver e fortalecer as artes plásticas no Estado, papel este observado desde a sua fundação, quando firmou-se como importante centro de preservação da cultura artística cearense, quer das expressões mais populares quer daquelas de caráter erudito. .

## Acervo
Idealizado pelo Reitor Antônio Martins Filho, atualmente o museu possui um acervo de mais de 7.000 obras, dentre as quais se destacam as coleções de Arte Popular, 1.544 peças (matrizes e estampas de xilogravuras, esculturas em cerâmica e madeira, ex-votos) e Artes Plásticas, 5.184 (pinturas, guaches, aquarelas, gravuras, desenhos, esculturas).
O Museu conta com cinco salas permanentes, que homenageiam importantes artistas cearenses: Aldemir Martins, Antônio Bandeira, Chico da Silva, Descartes Gadelha e Raimundo Cela. O museu conta, ainda, com maior coleção de xilogravura de cordel do Brasil.
As coleções do MAUC mantêm-se fiel ao lema fundamental de seu criador, e estendem-se do regional ao universal.